# Lepidoscia microsticha
Lepidoscia microsticha är en fjärilsart som beskrevs av Edward Meyrick 1893. Lepidoscia microsticha ingår i släktet Lepidoscia och familjen säckspinnare. Inga underarter finns listade i Catalogue of Life.